# Duniłowicze

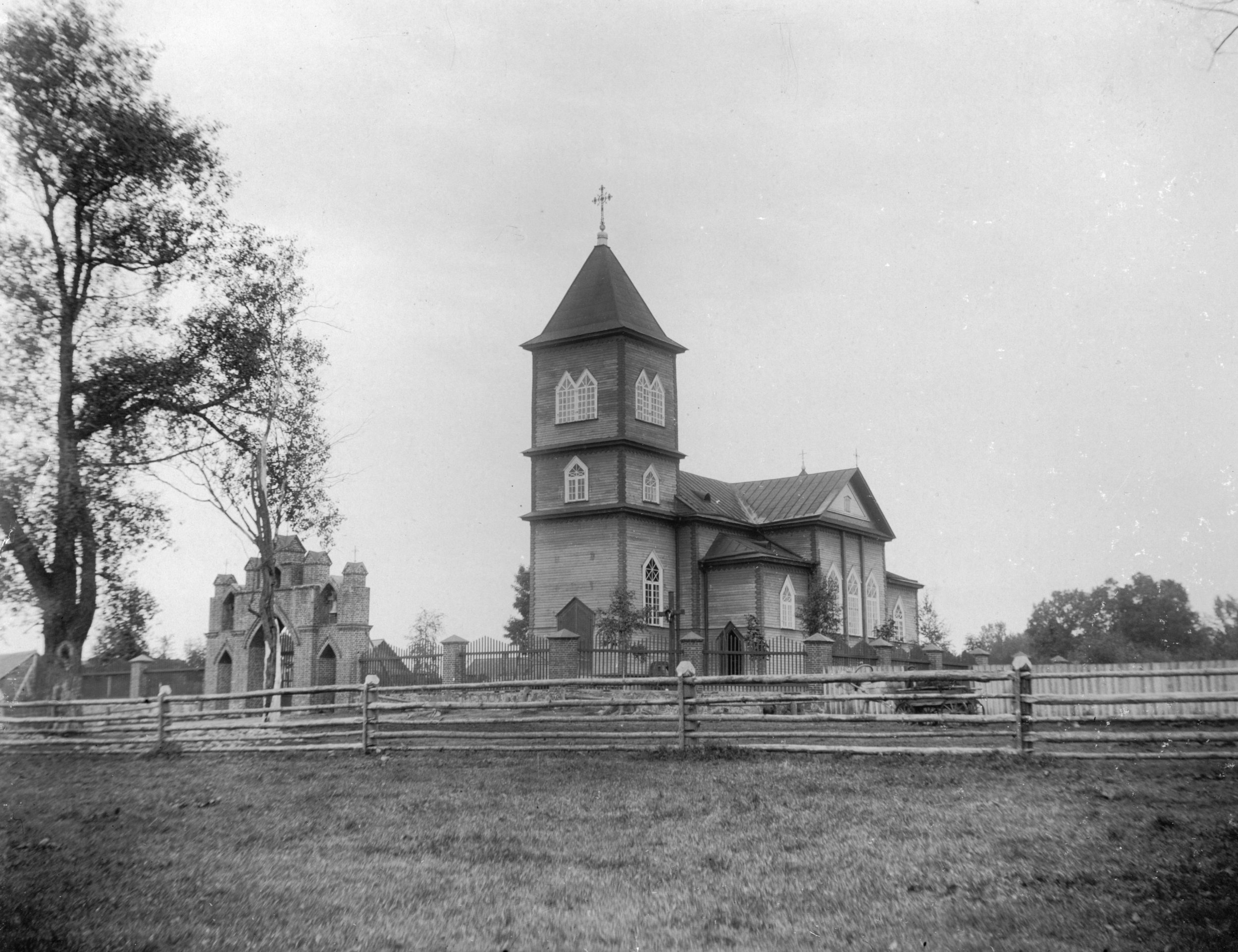
Kościół Narodzenia NMP i św. Michała Archanioła

Duniłowicze (biał. Дунілавічы) – agromiasteczko na Białorusi w obwodzie witebskim w rejonie postawskim. Leży nad jeziorem Bladym i Świdno. Przez miejscowość biegnie droga R110, a na południe od niej droga R45.
Miasto magnackie położone było w końcu XVIII wieku w powiecie oszmiańskim województwa wileńskiego.

## Historia
Pierwsza pisemna wzmianka o Duniłowiczach pochodzi z 1473 roku. Należały wówczas do książąt Holszańskich. W 1555 roku, zgodnie z wolą ostatniego właściciela, miejscowość została własnością wielkiego księcia litewskiego Zygmunta Augusta. Na podstawie reformy administracyjno-terytorialnej w latach 1565-1566 miejscowość weszła w skład powiatu oszmiańskiego województwa wileńskiego. W latach 1567–1577 Duniłowicze należały do Mikołaja Krzysztofa Radziwiłła, później do Dołmat Isajkowskich.
W 1624 roku Krzysztof Białłozor z żoną ufundowali murowany kościół, przy którym w 1683 roku zaczął działać klasztor Dominikanów. Później właścicielami miasteczka byli Brzostowscy, Janiszewscy. 7 września 1729 roku i 10 stycznia 1765 Duniłowicze otrzymały przywileje królów i wielkich książąt Augusta Mocnego i Stanisława Poniatowskiego.
W wyniku II rozbioru Polski Duniłowicze znalazły się pod zaborem rosyjskim w powiecie wilejskim guberni mińskiej, od 1843 guberni wileńskiej. Od Janiszewskich miejscowość przeszła na własność Tyszkiewiczów.
Po stłumieniu powstania styczniowego, w 1866 roku władze rosyjskie przymusowo przekształciły kościół św. Trójcy w cerkiew Rosyjskiego Kościoła Prawosławnego. W 1886 roku w Duniłowiczach znajdowała się cerkiew prawosławna, kościół, dwa żydowskie domy modlitwy, szkoły publiczne, osiem kramów, cztery karczmy i młyn wodny. Kiermasze odbywały się 6 stycznia i 1 października, targi w każdą niedzielę.
2 czerwca 1920 roku w miejscowości doszło do walk 150 osobowej grupy pościgowej porucznika Radzyńskiego z 8 DP z forpocztą rosyjskiej 12 Dywizji Strzelców, w wyniku której ujęto jeńców i następnie wycofano się na pozycje wyjściowe do Łuczaju. Następnego dnia rozpoczęły się pod miastem zacięte walki o miasto, szczególnie w rejonie cmentarza, w wyniku których rozbito dwa bolszewickie pułki. 36 pp Legii Akademickiej stracił 50 zabitych i ponad 85 rannych. Na pamiątkę tej bitwy dzień 3 czerwca był świętem pułkowym tego oddziału. 26 czerwca 1930 roku prezydent Ignacy Mościcki wziął udział w uroczystościach na cmentarzu upamiętniających poległych żołnierzy z 36 pp Legii Akademickiej oraz towarzyszących im żołnierzy I batalionu 21 pp i 13 pp.
Zgodnie z traktatem ryskim Duniłowicze weszły w skład II Rzeczypospolitej, stając się siedzibą gminy i powiatu w województwie nowogródzkim, od 1922 w województwie wileńskim. 1 stycznia 1926 roku przeniesiono siedzibę powiatu do Postaw tworząc powiat postawski. W latach 20. XX w. w Duniłowiczach istniały: tartak, cegielnia, młyn, kuźnia, księgarnia, przychodnia, apteka, banki, hotel, kościół, 3 synagogi, szkoła żydowska i ogólnokształcąca. Produkowano tutaj dywany, damską odzież, czapki, wyprawiano skóry. 
Miejscowość była siedzibą Sądu Grodzkiego. Był tu również urząd pocztowy, który obsługiwał znaczną część terenu gminy.
Największym właścicielem ziemskim był wówczas Józef Tyszkiewicz (1064 dziesięcin ziemi).
Po agresji ZSRR na Polskę w 1939 roku miejscowość weszła w skład BSRR. 15 stycznia 1941 roku otrzymała status osiedla typu miejskiego i została siedzibą rejonu w obwodzie wilejskim. Od 4 lipca 1941 do 4 lipca 1944 znajdowała się pod okupacją niemiecką. W 1941 roku utworzyli getto dla Żydów. 21 listopada 1942 35 żołnierzy niemieckich rozstrzelało 828 osób w tym 300 dzieci.
W 1950 roku w wyniku przeniesienia siedziby rejonu do Woropajewa, Duniłowicze stały się siedzibą sielsowietu. W 1954 roku miejscowość otrzymała status wsi w obwodzie mołodeczańskim. W 1960 roku sielsowiet Duniłowicze wszedł w skład rejonu głębockiego, a w 1962 postawskiego. W 1971 roku znajdowała się tutaj szkoła średnia, dom kultury, biblioteka, poliklinika, apteka, punkt weterynaryjny, poczta, siedziba leśnictwa.

## Demografia
Według Powszechnego Spisu Ludności z 1921 roku zamieszkiwało tu 1 386 osób, 586 było wyznania rzymskokatolickiego, 96 prawosławnego, 2 ewangelickiego, 2 staroobrzędowego, 685 mojżeszowego, 15 mahometańskiego. Jednocześnie 598 mieszkańców zadeklarowało polską przynależność narodową, 87 białoruskiego, 1 niemieckiego, 685 żydowskiego, 6 tatarską, 7 litewską a 2 rosyjska. Było tu 200 budynków mieszkalnych. W 1931 w 296 domach zamieszkiwało 1772 osoby.

## Zabytki
- Kościół św. Trójcy z 1769-1773. Zbudowany przez Dominikanów, którzy zostali sprowadzeni przez Elżbietę Białłozorową z Isajkowskich. Nowy kościół zastąpił starą świątynię. W 1866 roku klasztor został skasowany, a kościół zamieniony na cerkiew prawosławną. Od 1919 roku służył katolikom. W latach 1949–1989 był w nim magazyn nawozów sztucznych. Obecnie w rękach katolików.

- Naprzeciwko kościoła znajduje się cmentarz żołnierzy polskich poległych podczas wojny polsko-bolszewickiej w 1920 roku. Na cmentarzu jest fragment pomnika, który został poświęcony w 1930 roku przez proboszcza Duniłowicz w obecności prezydenta Ignacego Mościckiego[6]. Cmentarz odnowiono w latach 2017-2018 z funduszy MKiDN[7][8][9]. W dniu 1 listopada 2018 r. odnowione nagrobki poświęcił biskup witebski Aleh Butkiewicz. W uroczystości wziął udział minister spraw zagranicznych RP Jacek Czaputowicz[10].

- W miejscowości znajdują się jeszcze cmentarz katolicki i cmentarz żydowski oraz zabytkowa kaplica grobowa.

- Kościół Narodzenia NMP z 1500 roku, przebudowany w 1690 roku, utracony w 1890 roku.

- Kolonia urzędnicza z około 1925 roku projektu Juliusza Kłosa nad Jeziorem Świdno.

## Obiekty zniszczone

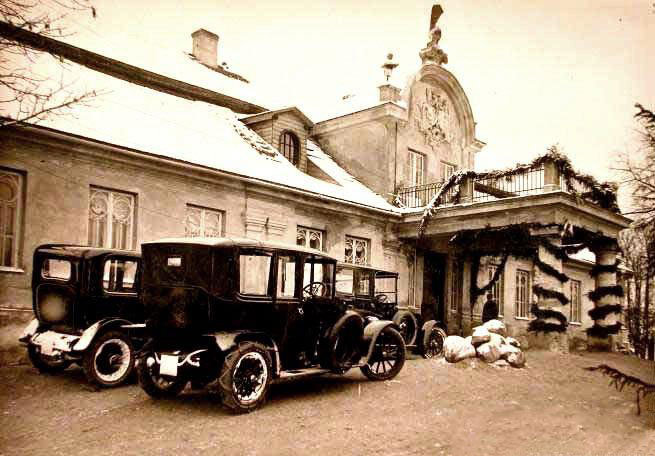
Pałac Tyszkiewiczów

- Kościół Narodzenia Najświętszej Maryi Panny i św. Michała Archanioła, zbudowany w 1890 roku, obecnie nie istnieje.

- Zespół dworsko-pałacowy Tyszkiewiczów z XVIII wieku. Zniszczony w 1914 roku.

## Parafia rzymskokatolicka
Parafia Świętej Trójcy w Duniłowiczach leży w dekanacie postawskim diecezji witebskiej.

## Związani z Duniłowiczami
- Bronisław Pietraszewicz – polski harcerz, dowódca I plutonu batalionu Parasol. Dowódca i główny wykonawca zamachu na Kutscherę.
- Kamil Mackiewicz – polski karykaturzysta, ilustrator książek, prekursor polskiego komiksu.
- Witold Zacharewicz –  polski chemik, profesor chemii organicznej, działacz PZPR[11].